# 趙泰億
趙泰億（조태억，1675年—1728年），字大年，號謙齋、胎祿堂。本貫楊州趙氏，朝鮮王朝文臣。
趙泰億是崔錫鼎的門人，為少論派的成員之一。1711年，他被肅宗任命為通信正使，出使日本，祝賀德川家宣繼任幕府將軍。英祖在位初期，趙泰億與李光佐、李台佐同為少論派中穩健派系（緩論）的領導人物，與激進派（峻論）的領袖李麟佐等人對立。1724年任右議政。1727年任左議政。1728年參與鎮壓李麟佐之亂，被錄為奮武原從功臣一等。同年去世，諡文忠。
1755年，受到乙亥獄事的牽連，他被追奪官職。1908年，在內閣總理大臣李完用的建議下，純宗恢復了他的官職、爵位、諡號。